# 陶納特
34°32′9″N 4°38′24″W / 34.53583°N 4.64000°W

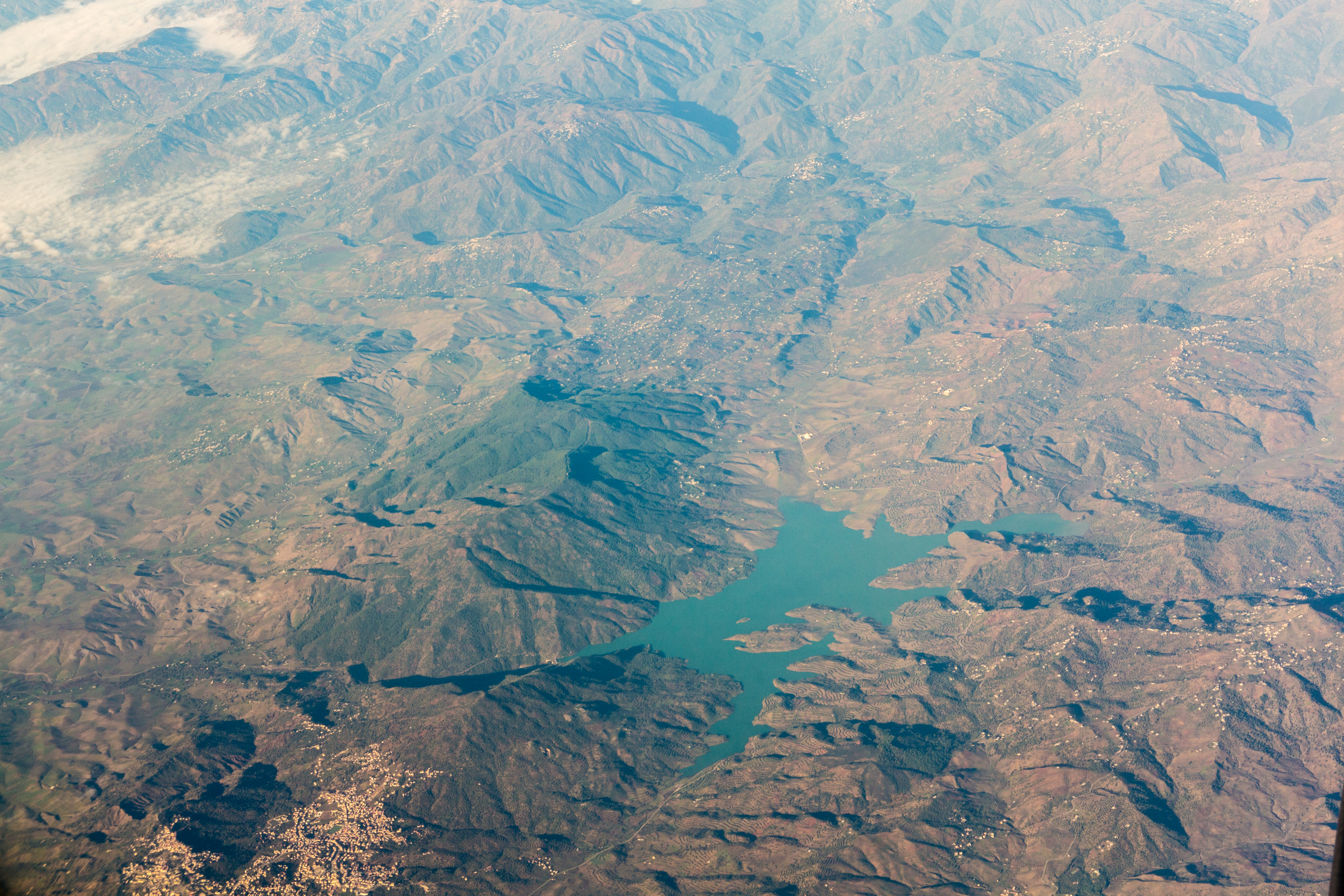

陶納特（阿拉伯语：تاونات）是摩洛哥的城鎮，位於該國東北部，由非斯-梅克內斯大區負責管轄，是陶納特省的首府，處於里夫山脈，海拔高度566米，2008年人口36,587。